# Công đồng Ephesus
Công đồng Êphêsô là công đồng chung thứ ba của Kitô giáo.
Vào thế kỷ thứ 5 Nestorio, giáo chủ Constantinopolis chủ trương rằng: "Chúa Giêsu có hai bản tính nên có hai ngôi vị. Đức Maria chỉ là Mẹ ngôi vị nhân tính của Chúa Giêsu, nên không phải là Mẹ Thiên Chúa". Công đồng được hoàng đế Theodosius II triệu tập vào năm 431 để giải quyết cuộc tranh luật.
Cyrillô, giáo chủ thành Alexandria chủ toạ công đồng gồm khoảng 250 Giám mục Đông phương, một Giám mục Tây phương và một phó tế thành Carthage cùng với ba đặc sứ của Giáo hoàng Cêlestinô I. Mặc dù có sự phản kháng của 68 Giám mục ủng hộ lập trường của Nestorio và sự ngăn cản của đại diện hoàng đế, công đồng vẫn khai mạc ngày 22 tháng 6 năm 431.Công đồng xác định Chúa Giêsu có hai bản tính nhưng chỉ có một ngôi vị duy nhất là Thiên Chúa. Mẹ Maria là Mẹ thật của Chúa Giêsu nên mẹ thật là Mẹ Thiên Chúa. 

## Bối cảnh

### Chính trị
Thời kỳ này giáo chủ của Alexandria và Constantinopolis thường đối lập nhau.
Giám mục xứ Ai Cập được nhiều người tôn sùng như là: "Giáo hoàng thành Alexandria". Vốn có uy thế từ lâu và một nguồn tài chính dồi dào, uy thế của giáo chủ Alexandria rất lớn cả hoàng đế cũng phải khiêng nể. Ngoài ra còn có cả một đạo binh lớn gồm các "khổ tu sĩ trên sa mạc" cùng những nhà hộ giáo.
Còn Giám mục Constantinopoli lại thường là những nhà giảng thuyết lừng danh, được chính quyền bao gồm cả hoàng đế kính nể, và dành cho nhiều quyền lợi.
Đứng giữa Constantinopoli và Alexandria là Giám mục thành Antiokia và các Giám mục xứ Syria, Pont và Tiểu Á. Còn Rôma lúc này đang nằm trong đế quốc Tây phương thường không rành các tác phẩm thần học bằng tiếng Hy Lạp của Đông phương. Giám mục ở Rôma cũng có nhiều liên hệ với Alexandria hơn là với Constantinopoli, trong khi nhiều Giám mục ở Constantinopoli muốn xóa bỏ quyền thừa kế thiêng liêng của "Roma đệ nhất".

### Thần học
Sau khi những tranh luận về Chúa Ba Ngôi kết thúc ở Công đồng Constantinopolis I. Các tranh luận lại nổ ra xoay quanh mầu nhiệm Nhập Thể, việc kết hợp giữa thiên tính Ngôi Lời và con người Đức Giêsu. Ngôi Lời vĩnh cửu còn Đức Giêsu được sinh ra, chịu chết.
Do đó nổi lên hai khuynh hướng thần học. Tại Alexandria: người ta khởi từ Ngôi Lời, nhấn mạnh sự duy nhất nơi Đức Kitô. Đức Kitô là Ngôi Lời mang xác phàm, đó là điều kiện để con người được thần hóa (lược đồ Ngôi Lời - Xác). Tại Antiokia: người ta nhấn mạnh về hai phương diện nơi Đức Kitô, khởi từ hai bản tính để đi đến thống nhất. Họ cố bảo vệ trọn vẹn nhân tính Đức Giêsu (lược đồ Ngôi Lời - Người).
Hai quan điểm trên đưa đến cuộc tranh luận giữa Cyrillo Giám mục Alexandria và Nestorio Giám mục của Constantinopoli. Nestorio chủ trương Chúa Kitô (s. bởi bà Maria) chỉ là một người được phúc tiền định mặc Thiên tính trở nên "Đền thờ" của Ngôi Lời (2 ngôi vị). Khoảng năm 424, Nestorio cấm các tín hữu khẩn cầu Đức Maria như Théotokos, nghĩa là Mẹ Thiên Chúa. Theo ông, Kinh Thánh không có hạn từ này và Đức Maria chỉ là Mẹ của nhân vật Giêsu.
Ngược lại, Cyrillo muốn bảo vệ sự duy nhất nơi Đức Kitô. Ông bênh vực Đức Kitô gần như chỉ có một bản tính. Cyrillo liên lạc với Giáo hoàng Cêlestinô I kết án Nestorio. Ông yêu cầu Nestorio ký vào bản văn xác định nơi Đức Giêsu, Ngôi Lời và Con người kết hợp thành một. Còn Nestorio liền nhờ bạn hữu ở Antiokia là các Giám mục Gioan và Theodoret tố cáo Cyrillo theo lạc thuyết Appolinarius.

## Công đồng

### Triệu tập và chủ tọa
Hoàng đế Theodosius II triệu tập Công đồng để giải quyết cuộc tranh luận. Thời gian và địa điểm được ấn định vào tháng 6 năm 431 tại Êphêsô. Ông yêu cầu các tỉnh đều cử đại biểu. Thánh Augustino cũng được mời, nhưng qua đời trước khi đến công đồng.
Ngay sau Lễ phục sinh, Nestorio đã đến địa điểm họp cùng với đông đảo dân chúng, tại đây ông gặp gỡ nhiều Giám mục khác để tranh thủ sự ủng hộ. Còn Cyrillo thì đến khoảng Lễ hiện xuống (40 ngày say) mới đến. Juvénal, Giám mục Giêrusalem đến sau Lễ Hiện xuống năm ngày. Giám mục Antiokia là Gioan cố tình trì hoãn chuyến đi.
Cyrillo được Giám mục Rôma ủy quyền chủ tọa công đồng, cùng với 50 Giám mục vùng Ai Cập, 110 vị ở Palestina và Tiểu Á, đã quyết định khai mạc công đồng khi các Giám mục vùng Antiokia và Syria chưa kịp đến, mặc cho đại diện của hoàng đế và 60 Giám mục còn lại yêu cầu hoãn cuộc họp.

### Nội dung

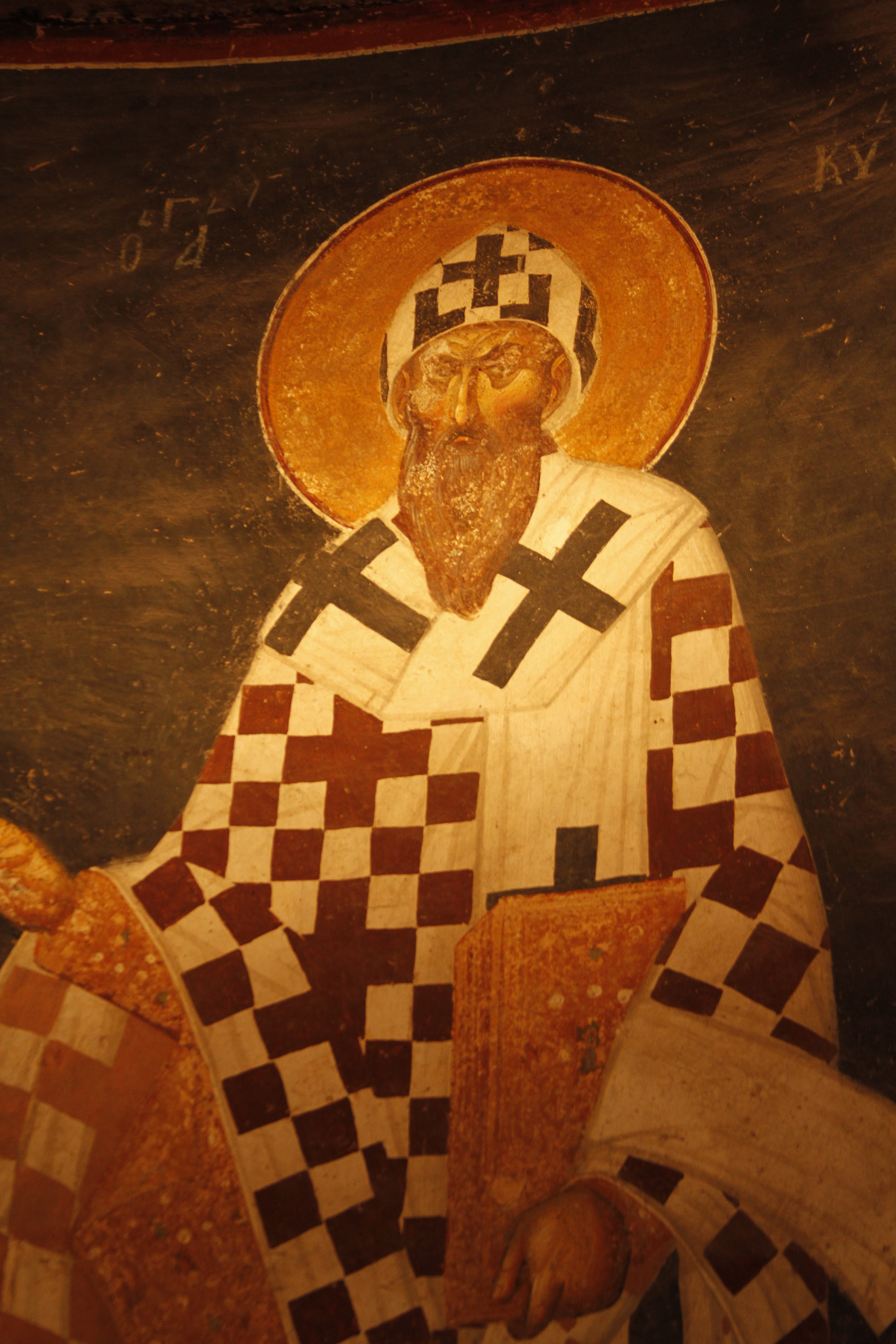
Thánh Cyrillo thành Alexandiria

Mở đầu cuộc tranh luận, Cyrillo dùng lời lẽ mạnh mẽ để làm rối trí đối thủ Nestorio. Nestorio nói với Cyrillo: "Tôi không thể gọi con người đã từng là đứa trẻ hai ba tháng là Thiên Chúa, vì vậy tôi vô tội về máu của ngài, từ nay tôi không họp chung với ngài nữa".
Công đồng chia làm hai phe. Nestorio họp riêng với các Giám mục theo khuynh hướng của ông.
Các Giám mục còn lại tiếp tục họp công đồng với Cyrillo và đòi Nestorio phải ra tòa xét xử. Nestorio trì hoãn không đến. Cyrillo và các vị khác xem xét các bài giảng của Nestorio và đưa ra phán quyết là chúng có nội dung nghịch đạo và chống báng Chúa Kitô. Ngay lập tức nhóm của Cyrillo tuyên bố cách chức Nestorio vắng mặt, cùng 12 mệnh đề bị kết án: Vì Chúa Giêsu Kitô bị Nestôriô xỉ nhục, Thánh Công Đồng này đã tuyên bố Nestôriô bị loại trừ khỏi chức phẩm Giám mục và khỏi mọi hiệp thông linh mục .
Đồng thời các nghị phụ công nhận từ ngữ Theotokos (Mẹ Thiên Chúa) là chính đáng: Nếu ai không tuyên xưng Emmanuel là Thiên Chúa thật, và do đó Rất Thánh Trinh Nữ là Mẹ Thiên Chúa, vì Mẹ sinh ra xác phàm của Ngôi Lời nhập thể, thì mắc vạ tuyệt thông. Công Đồng lên án những ai muốn tách rời, phân chia Đức Kitô, chỉ coi con người của Ngài mới sinh ra, mới chịu chết cho chúng ta, còn chính Ngài là Con Thiên Chúa thì không. Như vậy, chỉ có một Thiên Chúa và một con người kề sát nhau, chứ không phải là một Đấng duy nhất là Chúa Giêsu Kitô, Con của Đức Mẹ.
Quyết định của công đồng được đưa ra nhanh đến độ các đại diện của Roma không kịp tới, tuy các vị này đến sau đã chấp nhận việc làm của công đồng. Riêng các nghị phụ xứ Syria khi tới nơi đã phản đối việc cách chức Nestorius, phủ nhận lối trình bày của Cyrillô, cho rằng có những từ ngữ quá đáng hoặc không chỉnh.
Ngược lại các Giám mục thuộc phe Nestorio trong phiên họp riêng cũng tuyên bố kết án Cyrillo và Giám mục Êpheso là Memmon. Khi đó Giám mục Gioan thành Antiokia mới đến dự công đồng. Ông trách Cyrillo đã gây nên xáo trộn vì hấp tấp và tuyên bố cách chức Cyrillo. Đối lại, Cyrillo và Giám mục Juvénal cũng tuyên bố cách chức Gioan.
Cuộc hỗn độn khiến cho người ta không rõ ai trong các Giám mục ai không bị kết án nữa. Đại diện của hoàng đế liền ra lệnh bắt cả hai, Cyrillo trốn kịp, được dân Alexandria tiếp đón. Còn Nestorio bị lưu đày và qua đời tại Lybia.

## Tác động
Công đồng Êphêsô bênh vực Đức Kitô duy nhất. Không còn ai tranh cãi về "Mẹ Thiên Chúa". Dân chúng biểu lộ niềm hân hoan và chúc mừng Công đồng bằng cuộc rước đuốc vĩ đại đêm 22 tháng 6 tung hô Mẹ Thiên Chúa. Kinh: "Thánh Maria, Đức Mẹ Chúa Trời, cầu cho chúng con là kẻ có tội" đã được soạn ra trong dịp này. Tước hiệu Mẹ Thiên Chúa đã đặt nền tảng cho việc tôn sùng Đức Maria ở cả Đông và Tây phương.
Tuy vậy, các Giám mục Tiểu Á không chấp nhận lối trình bày của Cyrillo và cho rằng nhiều từ ngữ chưa chỉnh. Năm 433, do tác động của Giám mục Gioan thành Antiokia, một công thức mới được đưa ra: "Có sự hợp nhất của hai bản tính (...) và vì sự hợp nhất này, chúng tôi tuyên xưng Đức Nữ Trinh là Mẹ Thiên Chúa". Công thức này sau đó được Cyrillo chấp nhận và Giáo hoàng Xíttô II phê chuẩn.